# Stora Råtjärnet
Stora Råtjärnet är en sjö i Arvika kommun i Värmland och ingår i Göta älvs huvudavrinningsområde. Sjöns area är 0,024 kvadratkilometer och den befinner sig 247 meter över havet.